# Escola Politécnica da Universidade Federal do Rio de Janeiro
A Escola Politécnica (Poli ou EP) da Universidade Federal do Rio de Janeiro (UFRJ), fundada em 1792, é a sétima escola de engenharia mais antiga do mundo e a mais antiga das Américas, assim sendo, a primeira instituição de ensino superior do Brasil. É considerada uma das melhores instituições da América Latina no ensino da engenharia. Está localizada no prédio do Centro de Tecnologia (CT), na Cidade Universitária, Rio de Janeiro.

## História

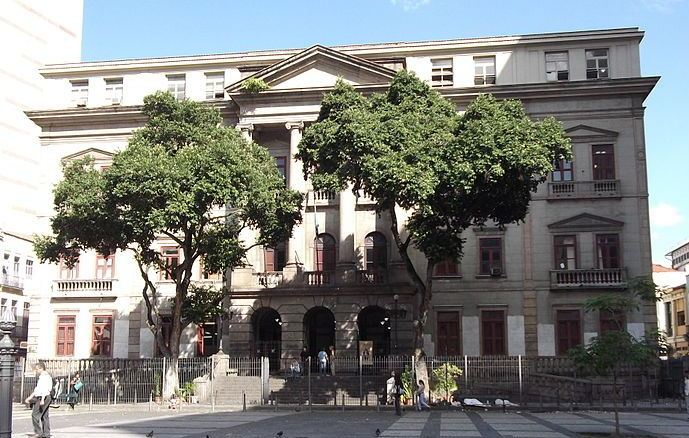
Prédio em que funcionou a Escola Nacional de Engenharia no Largo de São Francisco de Paula. Atualmente é sede do Instituto de Filosofia e Ciências Sociais e do Instituto de História.

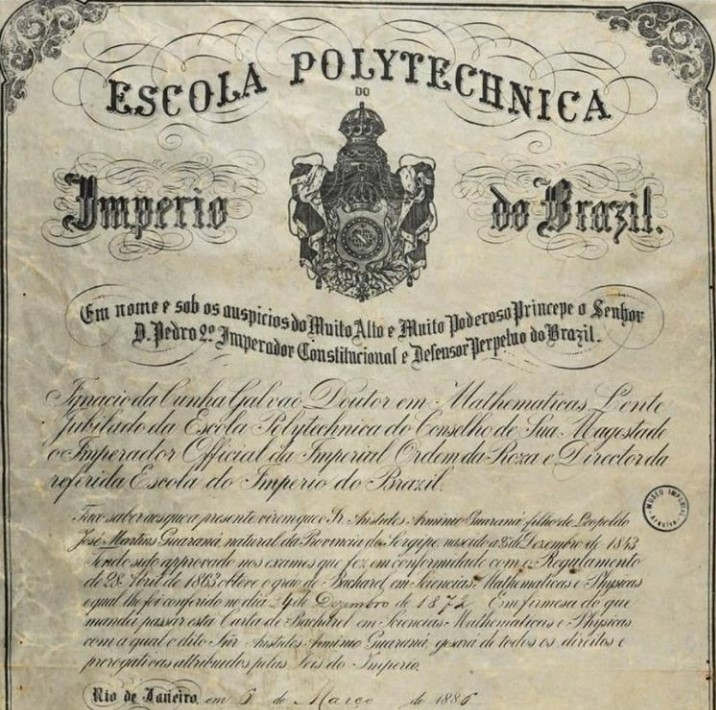
Diploma emitido pela instituição em 1886.

Em 1792, o vice-Rei D. José Luís de Castro, Conde de Resende, assinou os estatutos aprovando a criação da Real Academia de Artilharia, Fortificação e Desenho do Rio de Janeiro, segundo o modelo da Academia Real de Fortificação, Artilharia e Desenho de Lisboa, iniciando o ensino de disciplinas que seriam a base da engenharia no Brasil.
Mais tarde, já em 4 de dezembro de 1810, o Príncipe Regente (futuro Rei D. João VI) assinou uma lei criando a Academia Real Militar que veio suceder e substituir a Real Academia de Artilharia, Fortificação e Desenho, e de onde descende, em linha direta, a famosa Escola Polytechnica do Rio de Janeiro, posteriormente chamada de Escola Nacional de Engenharia, alterada em seguida para Escola de Engenharia e, em outubro de 2004, voltando a ser a Escola Politécnica, agora vinculada à UFRJ.
A UFRJ foi formada pela reunião das seculares unidades de ensino superior já existentes no Rio de Janeiro: a Faculdade Nacional de Medicina, antiga Academia de Medicina e Cirurgia, criada em 1808 por D. João VI; a Escola Politécnica, continuação da Escola Central, e a Faculdade de Direito, todas com vida autônoma.
A essas unidades iniciais, progressivamente foram-se somando outras, tais como a Escola Nacional de Belas Artes, a Faculdade Nacional de Filosofia e diversos outros cursos que sucederam àqueles pioneiros. Com isso, a Universidade do Brasil representou papel fundamental na implantação do ensino de nível superior no país. Uma vez que a tradição desses cursos pioneiros que constituíram o que hoje é a UFRJ conferiu-lhe o papel de celeiro dos professores que, posteriormente, implantaram os demais cursos profissionais de nível superior no Brasil.

## Estrutura

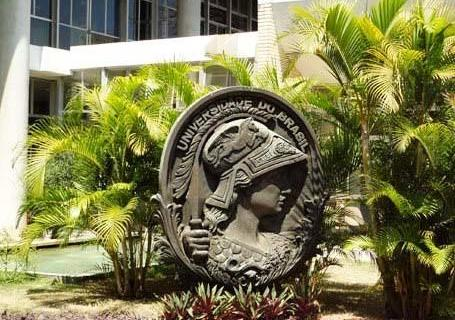
Minerva, símbolo da UFRJ, no jardim do Centro de Tecnologia.

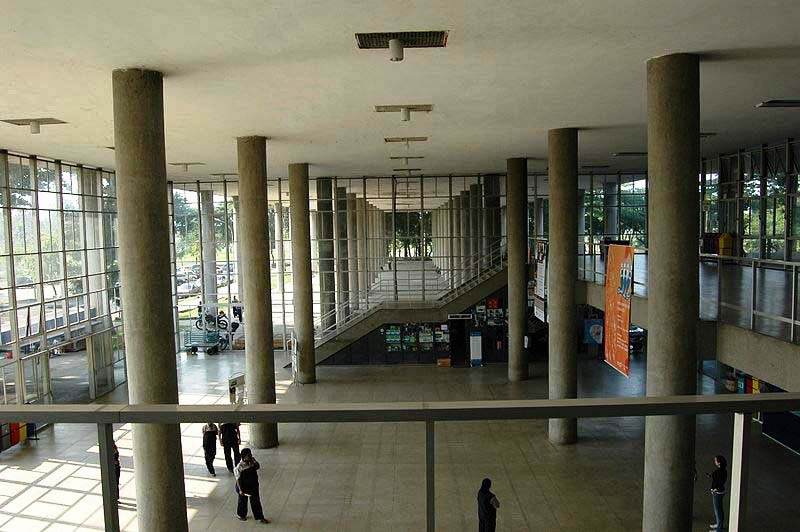
Hall do bloco A do Centro de Tecnologia.

A Escola Politécnica, juntamente com o Instituto Alberto Luiz Coimbra de Pós-Graduação e Pesquisa em Engenharia (COPPE), a Escola de Química (EQ), o Núcleo Interdisciplinar para o Desenvolvimento Social (NIDES) e o Instituto de Macromoléculas Professora Eloisa Mano (IMA) são as unidades e órgãos suplementares que constituem o Centro de Tecnologia (CT).
De particular complexidade são as relações institucionais entre a Poli e a COPPE. Emboras sejam duas unidades distintas, a primeira tendo como missão principal o ensino de graduação em Engenharia e a segunda os cursos de pós-graduação, ambas partilham mais 70% do corpo docente, laboratórios e instalações (*carece de fontes*). A rigor, em todos os cursos de graduação ou pós-graduação que ministram há professores de ambas as instituições, mas a responsabilidade administrativa pelos cursos de pós-graduação é da COPPE e dos cursos de graduação é da Poli. Cada unidade, por sua vez, se divide em departamentos que são as menores instâncias administrativas na UFRJ.

### Departamentos
A Escola Politécnica da UFRJ tem 12 departamentos que, em sua estrutura, são os responsáveis pelas mais de 600 disciplinas oferecidas anualmente aos seus alunos. São os seguintes:
- Departamento de Construção Civil (DCC)
- Departamento de Engenharia Elétrica (DEE)
- Departamento de Engenharia Eletrônica e de Computação (DEL)
- Departamento de Engenharia Industrial (DEI)
- Departamento de Engenharia Mecânica (DEM)
- Departamento de Engenharia Metalúrgica e de Materiais (DMM)
- Departamento de Engenharia Naval e Oceânica (DENO)
- Departamento de Engenharia Nuclear (DEN)
- Departamento de Engenharia de Transportes (DET)
- Departamento de Expressão Gráfica (DEG)
- Departamento de Estruturas (DES)
- Departamento de Recursos Hídricos e Meio Ambiente (DRHIMA)

## Ensino

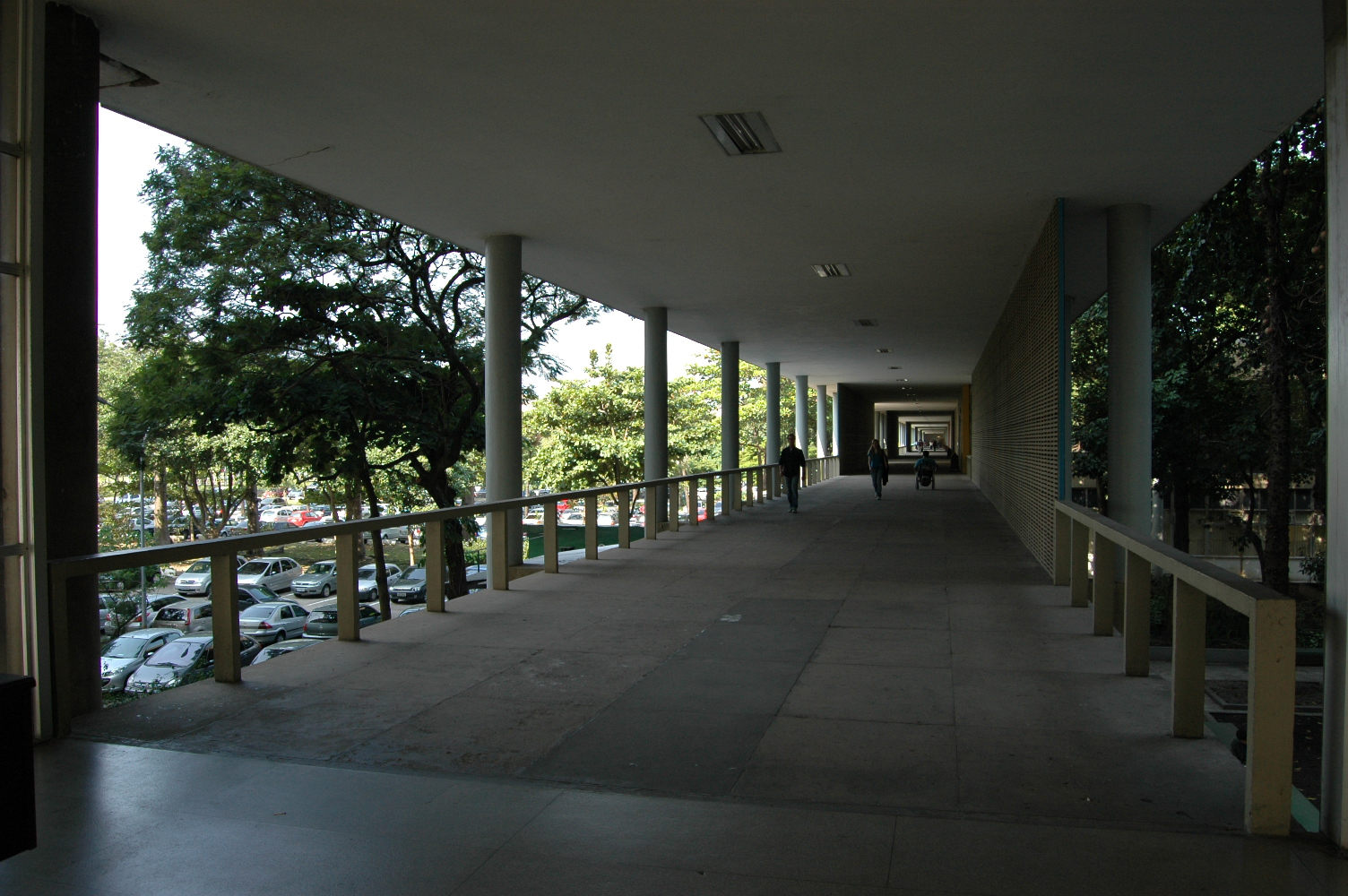
Corredor do Centro de Tecnologia.

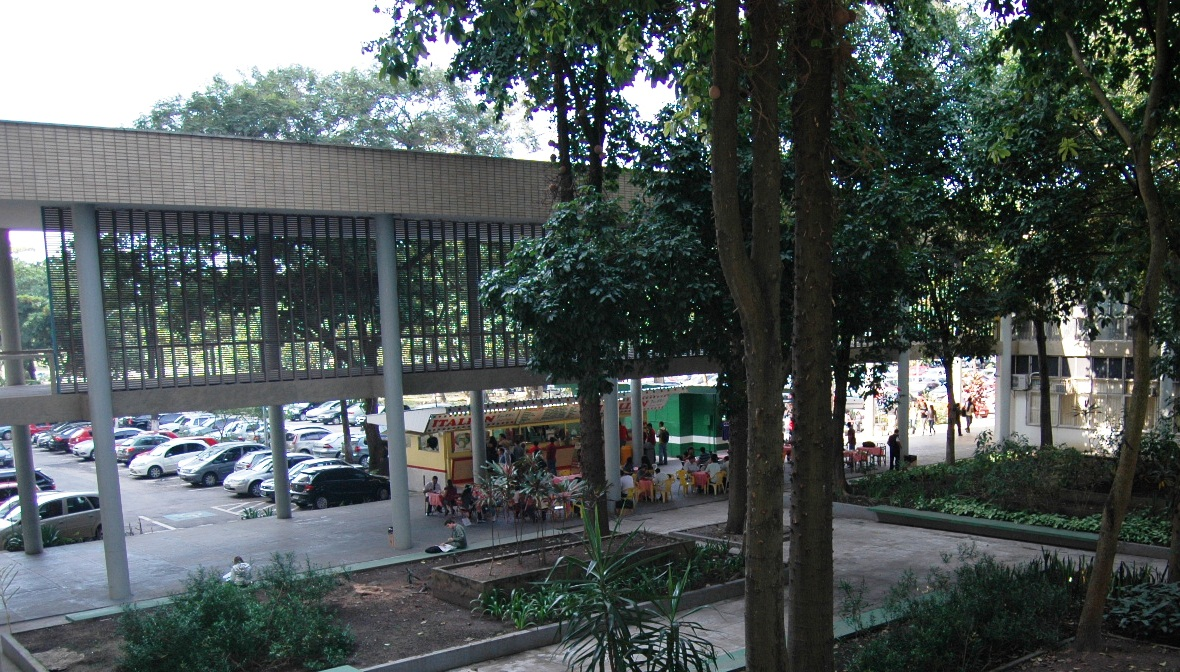
Jardins entre blocos no Centro de Tecnologia.

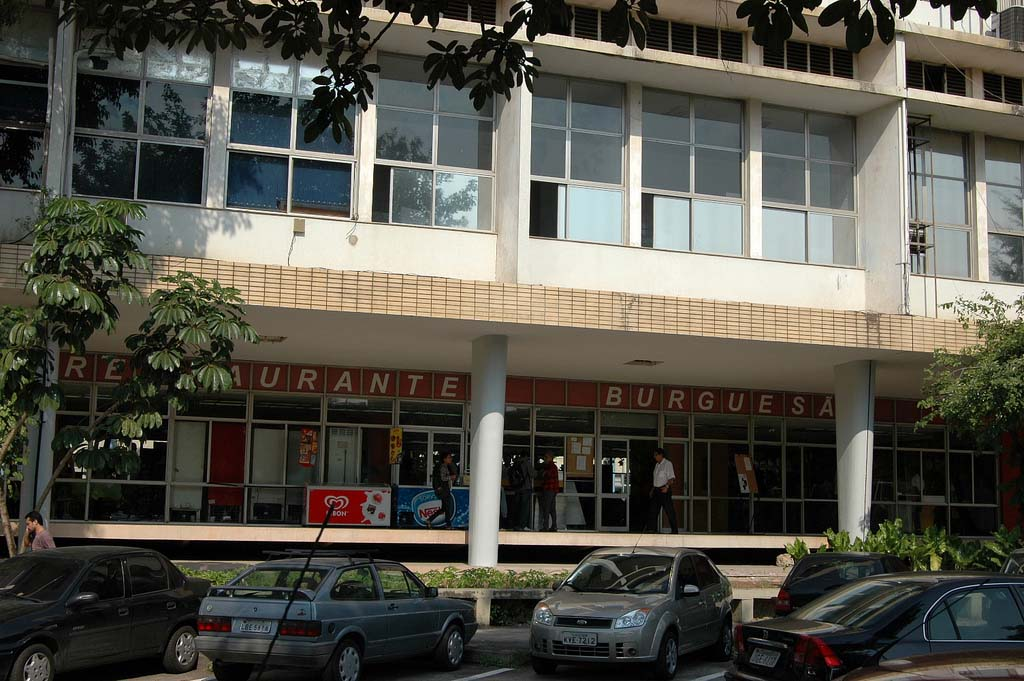
Restaurante no Centro de Tecnologia.

### Graduação
A Escola Politécnica, no nível de graduação, ministra cursos que conferem aos concluintes o título de Engenheiro, em 13 diferentes modalidades de Engenharia. A opção por esses cursos se dá pelo aluno ao fazer sua inscrição para o exame de admissão. Os cursos oferecidos são:
- Engenharia Ambiental
- Engenharia Ciclo Básico
- Engenharia Civil
- Engenharia de Computação e Informação
- Engenharia de Controle e Automação
- Engenharia de Materiais
- Engenharia de Produção
- Engenharia de Petróleo
- Engenharia Elétrica
- Engenharia Eletrônica e de Computação
- Engenharia Mecânica
- Engenharia Metalúrgica
- Engenharia Naval e Oceânica
- Engenharia Nuclear

Adicionalmente, o curso de Engenharia Civil permite que o aluno, em seu último ano de estudos, escolha entre cinco diferentes ênfases: Construção Civil, Transportes, Estruturas, Hidráulica e Saneamento e Mecânica dos Solos.
A Poli também oferece o curso de graduação em Nanotecnologia com três ênfases (Física, Materiais e Bionanotecnologia), juntamente com o Instituto de Biofísica Carlos Chagas Filho (IBCCF), com o Instituto de Física da UFRJ (IF) e com o Instituto de Macromoléculas Professora Eloisa Mano (IMA).

### Pós-Graduação
A Escola Politécnica criou em 2008, três Programas de pós-graduação que oferecem cursos de mestrado profissional, que conferem aos seus concluintes o título de Mestre. São eles:
- Programa de Engenharia Ambiental
- Programa de Engenharia Urbana
- Programa de Projeto de Estruturas

Os demais programas de pós-graduação em engenharia da UFRJ são subordinados ao Instituto Alberto Luiz Coimbra de Pós-Graduação e Pesquisa em Engenharia (COPPE).

### Vagas
A Escola Politécnica oferece para os concursos de acesso 900 vagas (2011) distribuídas entre seus diferentes cursos de graduação. E esse número ainda está em expansão. Foi a seguinte, a evolução no número de vagas nos últimos anos: 750 (2004); 850 (2007); 870 (2009); 890 (2010); 900 (2011). No início de 2010 havia 4 631 alunos ativos, além dos 180 alunos dos cursos de mestrado profissional e os cerca de 1 100 alunos da pós-graduação lato sensu.

## Engenheiro Eminente
A publicação de trabalhos acadêmicos que mais contribuem para o desenvolvimento da  Escola Politécnica é homenageada com o título de "Professor Engenheiro Eminente", sendo a seguinte a lista dos professores que receberam o título:
- Flavio Lyra (1996)
- Lobo Carneiro (1997)
- Sydney dos Santos (1998)
- Fernando Barata (1999)
- Valério Mortara (2000)
- José Ramalho Ortigão (2001)
- Dirceu Velloso (2002)
- Maurício Botelho (2003)
- Francis Bogossian[5]

1. ↑  «Direção da Escola Politécnica da UFRJ». Consultado em 28 de maio  de 2014
2. ↑  Silva, Pedro Henrique Franklin da. «Núcleo Interdisciplinar para o Desenvolvimento Social - NIDES». nides.ufrj.br. Consultado em 18 de setembro de 2017
3. ↑  «Unidades — Decania do CT». www.ct.ufrj.br. Consultado em 18 de setembro de 2017
4. ↑  «Nanociência e Nanotecnologia: Sobre o Curso». Consultado em 1 de julho de 2014
5. ↑  «Mini-currículo de Francis Bogossian» (PDF). Mini-currículo do Acad. Francis Bogossian. Academia Nacional de Engenharia. Consultado em 12 de agosto de 2016

(2004)
- Jorge Rios (2005)
- Bernardo Griner (2006)

## Alunos ilustres
- Joaquim Levy - Eng. Naval, ex-Ministro da Fazenda para o segundo mandato da presidente Dilma Rouseff [1]
- Afonso Henriques de Lima Barreto - Estudou engenharia, mas devido a doença do pai não pode concluir o curso, vindo a abandonar, porém o Brasil ganhou um dos seus maiores escritores, Lima Barreto escreveu livros geniais como O Triste Fim de Policarpo Quaresma.
- Antônio Pereira Rebouças Filho - Eng. Militar, 1858, Engenheiro, Professor
- André Rebouças - Eng. Militar, 1858, Engenheiro, abolicionista
- Francisco Pereira Passos - Eng. Civil, 1856, Prefeito da Cidade do Rio de Janeiro
- Benjamin Constant Botelho de Magalhães - Eng. Civil, 1856, Professor, político com participação na Proclamação da República, Ministro da Guerra, Ministro da Instrução Pública
- José Maria da Silva Paranhos - Eng. Civil, Diretor da Escola Politécnica, político, senador, várias vezes ministro, Presidente do Conselho de Ministros
- Paulo de Frontin - Eng. Civil, Prefeito da Cidade do Rio de Janeiro
- Clóvis Pestana - Eng. Civil, Prefeito de Porto Alegre, Ministro dos Transportes
- Antônio Dias Leite Júnior - Engenheiro, 1941, Professor, Presidente da Vale do Rio Doce, Ministro das Minas e Energia
- Maurício Joppert da Silva - Eng. Civil, Professor, Ministro dos Transportes
- Aarão Leal de Carvalho Reis - Engenheiro-Geógrafo (1872), e Eng. Civil (1874), precursor do urbanismo no Brasil, dirigiu a CCNC de Belo Horizonte, MG.
- Ernâni do Amaral Peixoto - Engenheiro-Geógrafo (1927), Governador do Estado do Rio de Janeiro, Ministro dos Transportes
- Mário Henrique Simonsen - Eng. Civil, 1957, Ministro da Fazenda, Ministro do Planejamento
- César Cals - Eng. Civil, militar, político, governador do Ceará, Ministro das Minas e Energia
- Maurício Tiomno Tolmasquim - Eng. Produção, 1981, Ministro das Minas e Energia
- Jorge Paes Rios - Eng. Hidráulico e Sanitarista, 1970. Professor, Superintendente de Recursos Hídricos do Est. do Rio de Janeiro.
- Jorge Lóssio presidente da Comissão de Melhoramentos e Embelezamento de Porto Alegre e Diretor Geral de Obras Públicas do estado do Rio de Janeiro.
- Carlos Brito - Eng Mecânica[2], 1994, CEO mundial da Anheuser-Busch InBev
- Fabio Coelho[3] - Eng Civil, 1995, CEO Brasileiro da Google
- Antonio Maciel Neto[4] - Eng Mecânica, 1995, CEO Brasileiro da FOR
- Sergio Leite [5] - Eng Metalúrgica, 1975, Vice-Presidente da USIMINAS